# مسحوق الأطفال

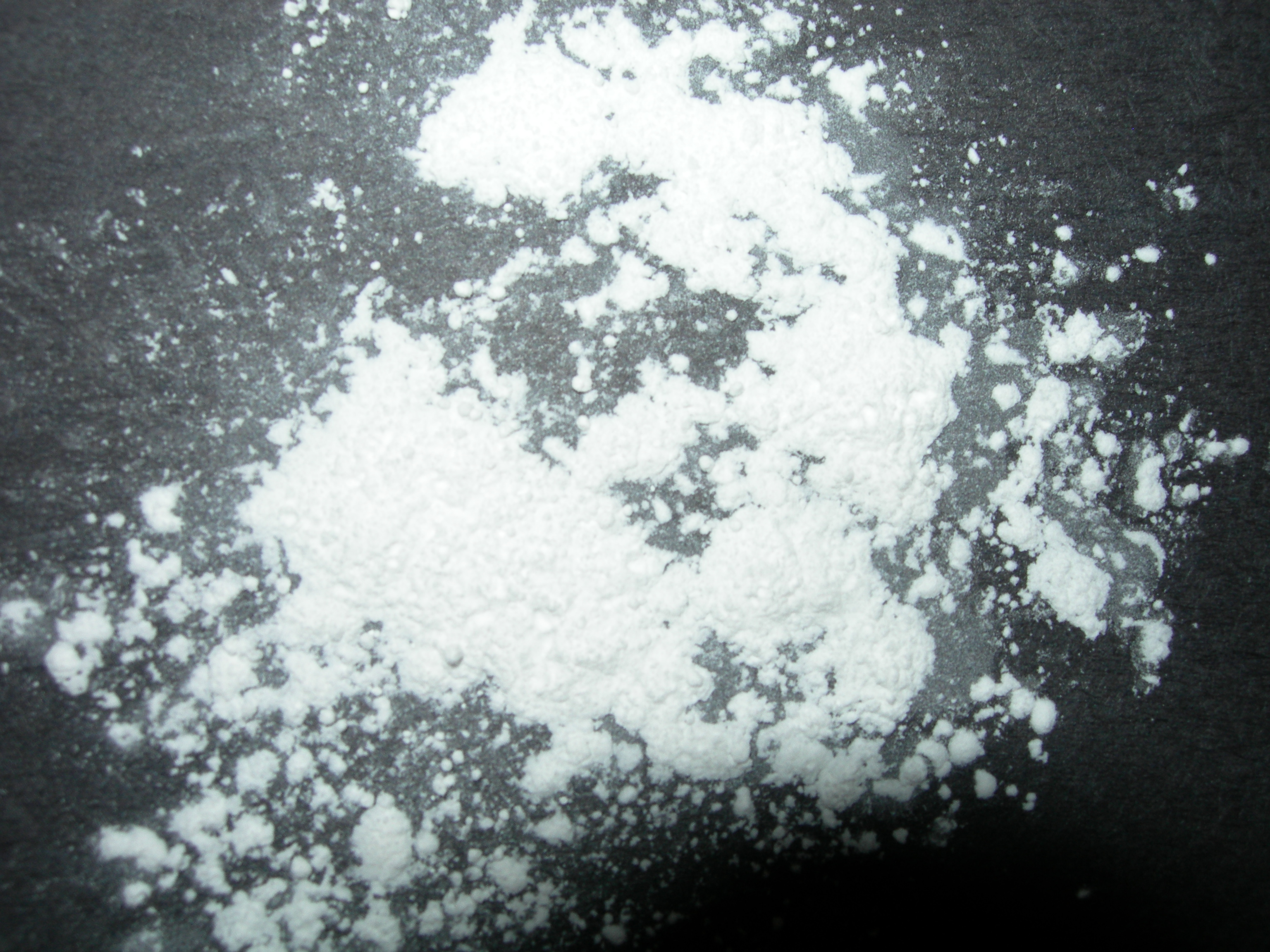
مسحوق تالك

مسحوق الأطفال عبارة عن مسحوق قابض يستخدم لمنع طفح الحفاض، ومزيل روائح، وللاستخدامات التجميلية الأخرى. قد يتكون من التالك (في هذه الحالة يطلق عليه أيضًا مسحوق التالك) أو نشا الذرة. يعتبر مسحوق التالك خطيرًا إذا تم استنشاقه لأنه قد يسبب الالتهاب الرئوي الطموح أو الورم الحبيبي. يفضل أطباء الأطفال عمومًا أن يقوموا بتذويب الذرة لأنه من غير المحتمل أن يتم استنشاقه بسهولة.[بحاجة لمصدر] يمكن أيضًا استخدام مسحوق الأطفال كشامبو وعامل تنظيف ومعطر.
وجدت بعض الدراسات وجود علاقة إحصائية بين التالك المطبق على منطقة العجان من قبل النساء وحدوث سرطان المبيض. ومع ذلك، ليس هناك إجماع على أن الاثنين مرتبطان. في عام 2017، رفعت أكثر من 1000 امرأة دعوى قضائية ضد شركة جونسون آند جونسون لتسترها على مخاطر السرطان المحتملة من خلال منتجها «مسحوق الأطفال».
مسحوق الأطفال فعال أيضًا لإزالة الشعر الدهني، أو الزيت على الملابس.[بحاجة لمصدر]